# Gunboat Creek Falls
Die Gunboat Creek Falls sind ein Wasserfall im Mount-Aspiring-Nationalpark auf der Südinsel Neuseelands. Er liegt im Lauf des Gunboat Creek, der wenige hundert Meter hinter dem Wasserfall in den Haast River mündet. Seine Fallhöhe beträgt rund 150 Meter.
Der New Zealand State Highway 6 führt 123 km hinter Wanaka zu einer Brücke über den Gunboat Creek, von der aus der Wasserfall am besten einsehbar ist.